# Corsica Nova
Il Corsica Nova è stata una nave traghetto, appartenuta alla Corsica Ferries dal 1976 al 1988 con questo nome.

## Servizio
Ultima di una serie di due navi gemelle, viene ordinata dalla Moltzau Line ai cantieri navali Orestein-Koppel Lubecker Machinenbau di Lubecca, varata il 20 febbraio 1964 con il nome di Travemünde, consegnata alla compagnia il 28 maggio 1964, entra in servizio tra Gedser e Travemünde il giorno successivo. Dal 18 novembre al 7 dicembre 1968 viene noleggiata alla Coast Lines, svolgendo servizio sul collegamento Ardrossan-Belfast. Dal 20 novembre al 19 dicembre 1969 viene noleggiata alla Viking Line per essere impiegata sulla Kapellskår-Mariehamn-Nådendal.
Nel marzo 1970 viene noleggiata alla Lion Ferry ed entra in servizio sulla Grenå-Varberg e nello stesso mese viene noleggiata per una settimana alla Stena Line. A ottobre dello stesso anno viene acquistata dalla Lion Ferry, il 9 ottobre viene ribattezzata con il nome di Europafarjån II, rimanendo sulla linea Varberg-Grenaa. Con la prevista entrata in servizio della nuova Europafarjän III a settembre del 1974, nel mese di agosto viene messa in disarmo e utilizzata come nave alloggio a Stavanger e poi Hillevåg. A marzo 1976 viene acquistata dalla Corsica Ferries, issando bandiera panamense e cambiando nome in Corsica Nova, dopo un refitting eseguito a Livorno, ed entra in linea tra Sanremo, Genova, Livorno, Bastia e Calvi.
Dal 21 maggio al 3 settembre 1983 svolge servizio sulla Bonifacio-Santa Teresa Gallura, venendo posta in disarmo nel 1985 nel porto di La Spezia. Nel 1988 viene acquistata dalla compagnia turca Fergün Shipping e viene ribattezzata Girne Sultani.
Nel 1990 viene acquistata dalla compagnia greca Hellenic Mediterranean Lines e viene ribattezzata Apollonia, per poi mutare il nome in Apollonia II, venendo inserita sulla Brindisi-Patrasso. Nel 1991 lo scalo greco viene spostato a Igoumenitsa e a dicembre dello stesso anno issa bandiera cipriota e viene spostata sulla Brindisi-Passo-Corfù-Igoumenitsa-Cefalonia-Patrasso. Nel febbraio 1997 viene venduta alla compagnia turca Pastel Holding e la inserisce sul collegamento Trabzon-Sochi, a ottobre del 1998 issa bandiera turca e a giugno 2006 issa bandiera della Sierra Leone.
A gennaio 2011 viene ceduta per la demolizione in Turchia e il 26 febbraio arriva ad Aliağa dove viene spiaggiata e demolita.

## Navi gemelle
- Gedser